# Herz-Jesu-Kirche (Żary)

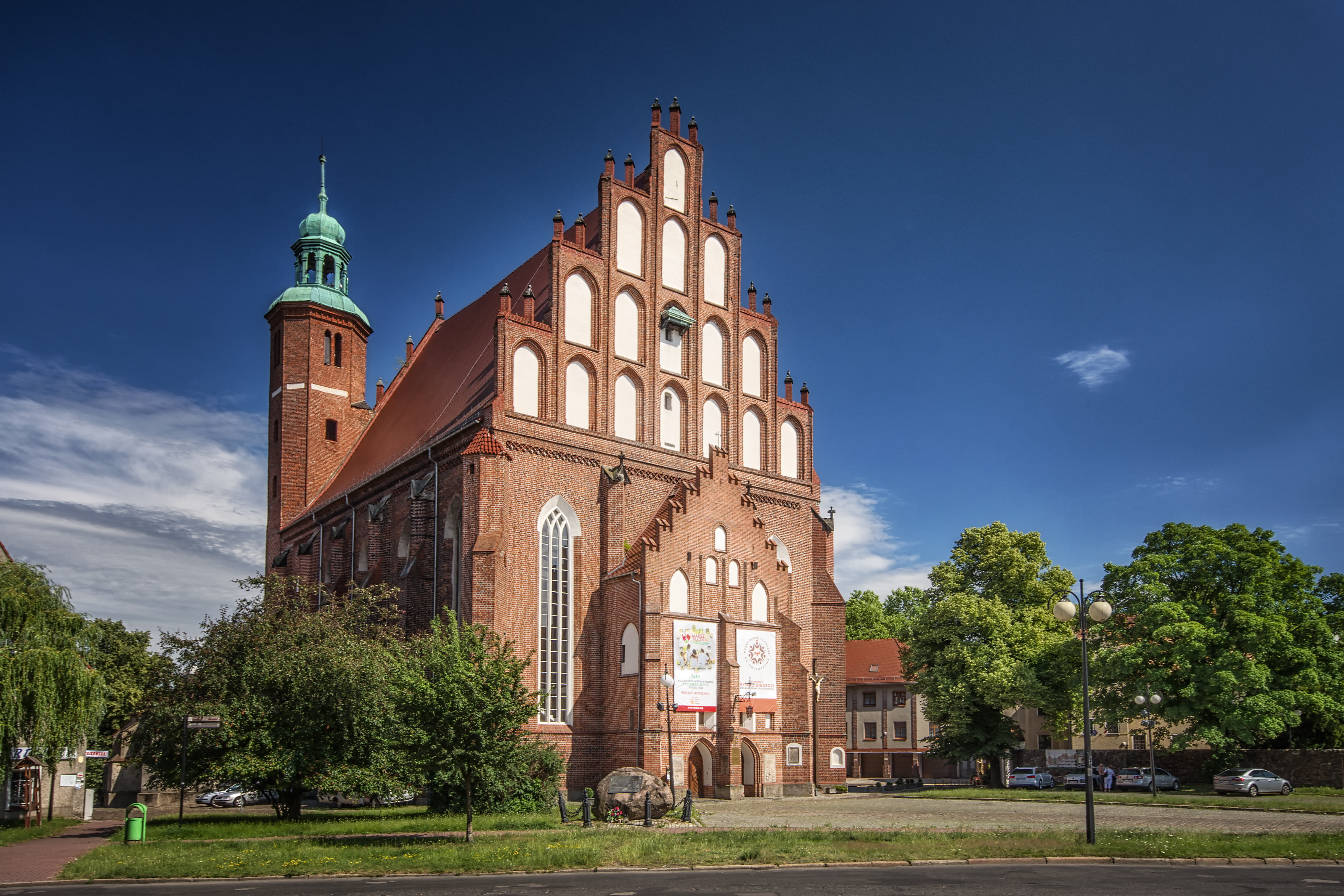
Herz-Jesu-Kirche Żary, ehemalige Marienkirche Sorau

Die heutige katholische Herz-Jesu-Kirche (poln. Kościół Najświętszego Serca Pana Jezusa w Żarach) – ursprünglich St. Marien zu Sorau – ist neben der kleinen St.-Peter-und-Pauls-Kirche an der Burg die älteste Stadtpfarrkirche der Stadt Żary (dt. Sorau).

## Baugeschichte
Der erste Kirchenbau in Sorau entstand im Jahre 1207, um 1280 wurde ein steinerner Turm errichtet. Im Jahr 1308 wurde der Chorraum vergrößert, die Wände um 6 m erhöht und mit einem gotischen Kreuzrippengewölbe abgeschlossen, an der Nordseite wurde die Marienkapelle und die Sakristei angebaut. Von 1401 bis 1430 erfolgte der Bau der dreischiffigen, gotischen Hallenkirche (Backsteingotik). Bis zum Ende des 15. Jahrhunderts wurde nördlich eine Taufkapelle, südlich die Barbarakapelle (1445) und im Eingangsbereich die Westvorhalle angebaut. Die Kirche besaß dann 20 Altäre und die Gewölbe waren polychrom ausgemalt. 1496 erbaute Martin Hänsel eine Orgel mit 23 Registern in die St.-Marien-Kirche zu Sorau. Dies war die erste große Orgel der Niederlausitz.
Nach der Reformation (1524) wurde die Stadtpfarrkirche evangelisch und blieb es bis 1945. Im Jahr 1559 stürzte der Ostgiebel ein und zerstörte Gewölbe und den Chorraum. Ein Wiederaufbau erfolgte bis zum Jahr 1581. Durch den Auftrag des Standesherren der Herrschaft Sorau und Triebel, Seyfried I. Baron von Promnitz, erhielt die Marienkirche 1585 eine Astronomische Uhr mit Astrolabium.  Diese Uhr wurde von Dr. Ludwig Hirschfelder entworfen und gebaut. Vergleichbare Uhren findet man teilweise heute noch in St. Nikolai zu Stralsund, sowie in Esslingen und im St.-Paulus-Dom zu Münster. Aus Anlass glücklicher Heimkehr aus dem fünfjährigen Tirschtiegeler Exil zurück nach Sorau (im Dreißigjährigen Krieg) stiftete Gräfin Anna Margaretha, Gemahlin des Standesherren Siegmund Seyfrid von Promnitz, 1643 der Sorauer Marienkirche eine kostbare Abendmahlskanne. Durch den Grafen Ulrich Hipparchos von Promnitz, Herrn zu Forst und Pförten und kommissarischer Verwalter der Standesherrschaft für seinen noch unmündigen Neffen Balthasar Erdmann, wurde in den Jahren 1670 bis 1672 nordöstlich des Chorraums die barocke Promnitzkapelle mit Gruft als sogenanntes „Pförtnisches Begräbnis“ angebaut. Beim Stadtbrand von 1684 war auch die Kirche betroffen, besonders das Dach und die Innenausstattung. Besonders schwer wog der Verlust der einzigartigen Astronomischen Uhr Hirschfelders.
1775 erhielt der bedeutende kursächsische Hoforgelbauer Johann Gottfried Hildebrandt den Auftrag, eine große Orgel für St. Marien zu bauen. Diese Orgel wurde sein letztes Werk mit drei Manualen und 37 Registern, denn er starb kurz nach deren Vollendung. Anfang des 20. Jahrhunderts baute die Frankfurter Orgelfirma Sauer eine viermanualige Orgel unter Verwendung Hildebrandtschen Pfeifenmaterials in das barocke Orgelgehäuse, dessen Aufbau dem der Silbermannorgeln zu Dresden glich. Die Sorauer Orgel galt bis 1945 als größte Orgel der Provinz Brandenburg.
Renovierungen fanden 1870–1896 und 1911–1913 statt. Der Hauptzugang zur Kirche erfolgt durch die westliche Vorhalle (auch Paradies genannt) und das gotische Portal von 1401 mit den Wappen der Sorauer Standesherren von Pack und von  Bieberstein (auch Biberstein).
Durch den Luftangriff vom April 1945 war die Kirche stark zerstört, sie wurde ab 1958 gesichert und in den Jahren 1975–1984 wiederaufgebaut, dabei wurde die barocke Ausstattung weggelassen und die Emporen entfernt. Durch den veränderten Wiederaufbau wird der gotische Baukörper besonders sichtbar. Die neue Pfarrei wurde am 15. Juni 1980 gegründet. Die neue Orgel von der Firma der Brüder Broszko wurde im Jahre 1984 erbaut und  erhielt das Orgelgehäuse (von 1878) einer Schlag-Orgel aus der evangelischen Kirche zu Schönau. Die Kreuzweg-Gemälde von Stanisław Antosz stammen ebenfalls aus den 1980er Jahren.
In der Marienkirche musizierten bedeutende Musiker und Komponisten wie Wolfgang Caspar Printz und Georg Philipp Telemann, die als reichsgräflich-promnitzsche Hofkapellmeister neben ihrem Dienst am Hof auch die Kirchenmusik zu betreuen hatten. Als Superintendent und Hofprediger wirkte der bedeutende Kantatendichter Erdmann Neumeister an dieser Stelle.
Neben dieser Stadtpfarrkirche gibt es innerhalb der Stadt Żary die folgenden:
- Pfarrkirche der Göttlichen Barmherzigkeit (Kościół Miłosierdzia Bożego)
- Pfarrkirche St. Josef (Kościół św. Józefa Oblubieńca)
- Pfarrkirche Mariä Himmelfahrt (Kościół Wniebowzięcia Najswiętszej Maryi Panny)
- Pfarrkirche Maria vom Berg Karmel (Kościół Matki Bożej Szkaplerznej)
- Garnisonkirche Heilig-Kreuz Sorau (Kościół Krzyża Świętego)

Die Pfarreien gehören zum Bistum Zielona Góra-Gorzów im Erzbistum Stettin-Cammin.